# Zhang Ning
Zhang Ning (en xinès tradicional: 張寧; en xinès simplificat: 张宁; en pinyin: Zhāng Níng) (Jinzhou, República Popular de la Xina 1975) és una jugadora de bàdminton xinesa, guanyadora de dues medalles olímpiques.

## Biografia
Va néixer el 19 de maig de 1975 a la ciutat de Jinzhou, població situada a la província de Liaoning.

## Carrera esportiva
Va participar, als 29 anys, en els Jocs Olímpics d'Estiu de 2004 realitzats a Atenes (Grècia), on va aconseguir guanyar la medalla d'or en la prova individual de bàdminton, un metall que aconseguí revalidar en els Jocs Olímpics d'Estiu de 2008 realitzats a Pequín (República Popular de la Xina).
Al llarg de la seva carrera ha guanyat cinc medalles en el Campionat del Món de bàdminton, entre elles una medalla d'or.